# Great and Little Sta. Cruz Islands Protected Landscape/Seascape
Das Great and Little Sta. Cruz Islands Protected Landscape/Seascape liegt in der Provinz Zamboanga del Sur vor dem südlichen Kap der Zamboanga-Halbinsel, der großen westlichen Halbinsel der Insel Mindanao, in den Philippinen. Es wurde durch den Präsidentenerlass Nr. 271 am 23. April 2000 auf und um die Inseln Great Santa Cruz Island und Little Santa Cruz Island eingerichtet. Beide gehören zum Verwaltungsgebiet der Großstadt Zamboanga City. Das Great and Little Sta. Cruz Islands Protected Landscape/Seascape ist ein kombiniertes Naturschutz- und Meeresschutzgebiet. Es umfasst eine Fläche von 1.877 Hektar und eine umlaufende Pufferzone mit 1.548 Hektar. Die Inseln können über Fährverbindungen erreicht werden.
Das Gebiet Sta. Cruz Islands gehört zu den wichtigen Tourismuszielen in der Region. 2011 wurde bekannt, dass das Department of Tourism (DOT) und die Tourism Infrastructure and Enterprise Zone Authority der Stadtverwaltung von Zamboanga City ihre Zustimmung gaben, beide Inseln zu einem Ziel für Premium-Ökotouristen zu entwickeln. Dazu wurde eine Architekturstudie in Auftrag gegeben, nach der sich zukünftige Neubauten richten müssen. Für das Projekt wurde 20 Millionen philippinische Pesos bereitgestellt.